# Monica Reinach
Monica Reinach (Pretoria, 29 september 1966) is een tennisspeelster uit Zuid-Afrika.
In 1983 speelde Reinach voor het eerst een grandslam, met Christo van Rensburg in het gemengd-dubbelspel en met landgenote Rene Mentz in het damesdubbelspel.
Monica Reinach is de oudere zus van Elna Reinach, die ook tennis speelde. Samen speelden ze in het dubbelspel op Wimbledon in 1986, waar ze tot de derde ronde kwamen.